# Фильм о монстрах

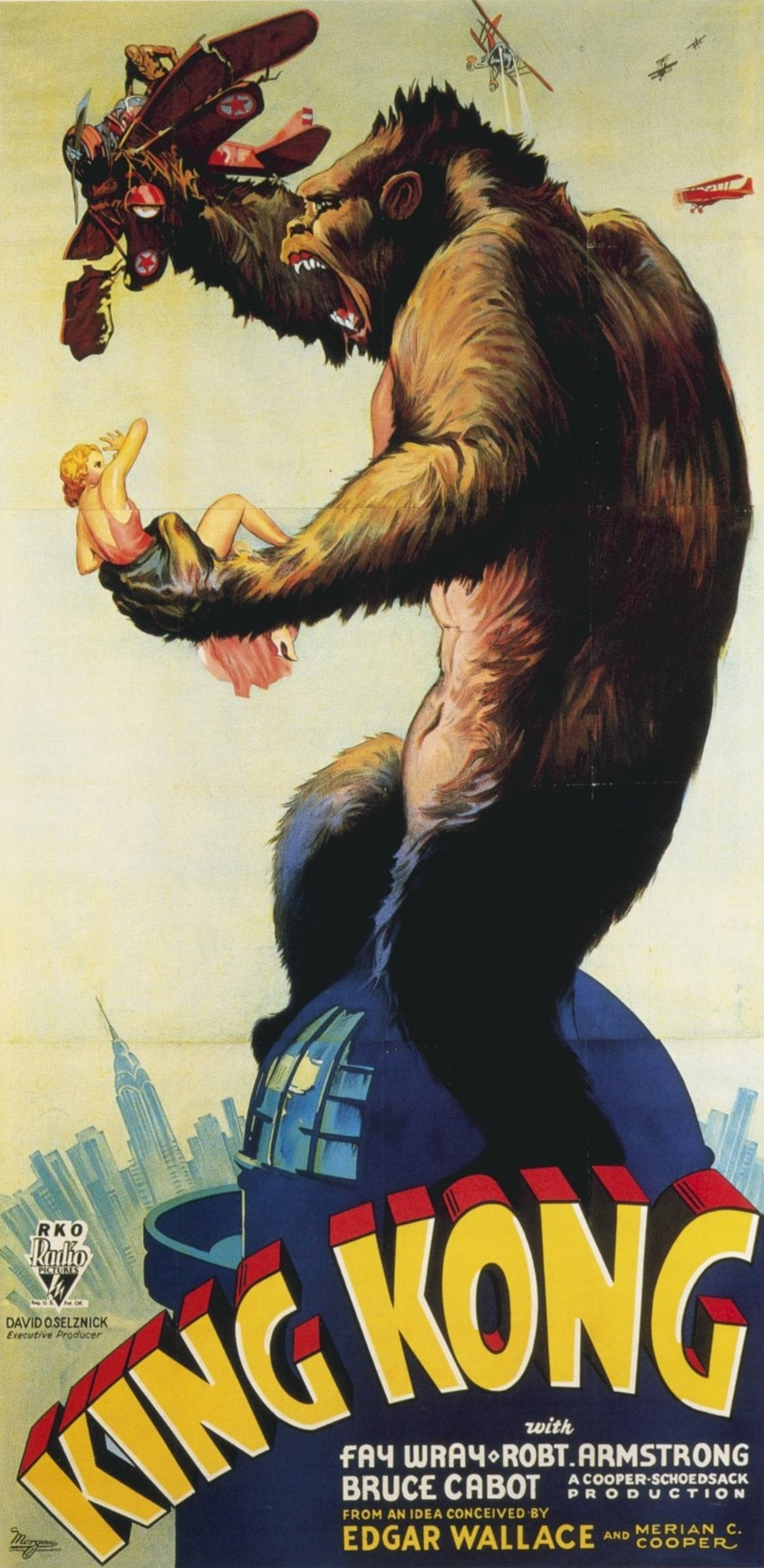
Постер оригинального фильма «Кинг-Конг» (1933), одного из самых ранних и самых известных фильмов о монстрах

Фильм о монстрах — жанр фильмов, сюжет в которых сосредоточен на группе людей, пытающихся выдержать атаки одного или нескольких антагонистических монстров, часто аномально больших. Фильм также может подпадать под жанры ужасов, комедии, фэнтези или научной фантастики. Фильмы о монстрах возникли с адаптацией фольклора и литературы ужасов.

## Традиционные концепции
Самым распространенным аспектом фильма о монстрах является борьба людей с одним или несколькими монстрами, которые часто служат антагонистической силой. В японском кинематографе гигантские монстры известны как «кайдзю».
Монстр часто создаётся глупостью человечества: неудачный эксперимент, последствия радиации или разрушения среды обитания. Также монстром может послужить существо, пришедшее из космоса или находящееся долгое время на Земле, но которое никто не видел ранее.
Монстр обычно выступает в качестве злодея, но может быть метафорой непрерывного разрушения человечеством. Так гигантские монстры с момента выхода фильма «Чудовище с глубины 20 000 саженей» на какое-то время считались символом атомной войны. «Годзилла» же стал и вовсе культурной иконой японцев.
Попытки людей уничтожить монстра вначале будут сосредоточены на военной силе — попытке, которая ещё больше антагонизирует монстра и окажется бесполезной (клише, связанное с жанром). Серия фильмов «Годзилла» использовала концепцию супероружия, построенного японскими учеными, чтобы подавить чудовище.
Исторически, монстры были изображены с использованием анимации остановки движения, кукол или костюмов. В современный период при создании фильмов о монстрах используют технологию CGI.

## История
Первые полнометражные фильмы, включающие в себя то, что считается монстрами, часто классифицируются как фильмы ужасов или научной фантастики. Немецкий «Голем» (1915) режиссёра Пауля Вегенера является одним из самых ранних примеров фильма с участием чудовища. Немецкий фильм «Носферату. Симфония ужаса» (1922) и изображение дракона в «Нибелунгене» Фрица Ланга следовали традициям. В 1930-х годах американские киностудии начали выпускать более успешные фильмы такого типа, как правило, основанные на готических сказках: «Дракула» и «Франкенштейн» в 1931 году, за которыми последовали «Мумия» (1932) и «Человек-невидимка» (1933). Классифицированные как фильмы ужасов, они включали знаковых монстров.
Специалист по спецэффектам Уиллис О’Брайен работал над фантастическим приключением 1925 года «Затерянный мир», основанным на одноименном романе. В книге и фильме представлены динозавры, основа для многих будущих фильмов. Он начал работу над подобным фильмом, известным как «Creation» в 1931 году, но проект так и не был завершен. Два года спустя он работал над спецэффектами в фильме RKO «Кинг-Конг» режиссёра Мериана К. Купера. С тех пор Кинг-Конг не только стал одним из самых известных образцов фильма о монстрах, но и считается знаковым фильмом в истории кино. Монстр Кинг-Конг стал культурной иконой, которая была представлена во многих других фильмах и СМИ с тех пор.
«Кинг-Конг» продолжал вдохновлять многие другие фильмы своего жанра и начинающих аниматоров. Примечательным примером был Рэй Харрихаузен, который будет работать с Уиллисом О’Брайеном над картиной Могучий «Могучий Джо Янг» (1949). После переиздания Кинг-Конга в 1952 году, Харрихаузен снимет «Чудовище с глубины 20 000 саженей» в 1953 году. Считается, что это фильм, в котором началась волна фильмов 50-х годов про «особых существ» объединённых с концепцией ядерной паранойи. В число таких фильмов вошли: «Тварь из Чёрной Лагуны» (1954), «Они!» (1954), «Это прибыло со дна моря» (1955), «Тарантул» (1955) и «20 миллионов миль от Земли» (1957) и «Бегемот, морской монстр» (1959), который стал неофициальным ремейком «Чудовища с глубины 20 000 саженей».

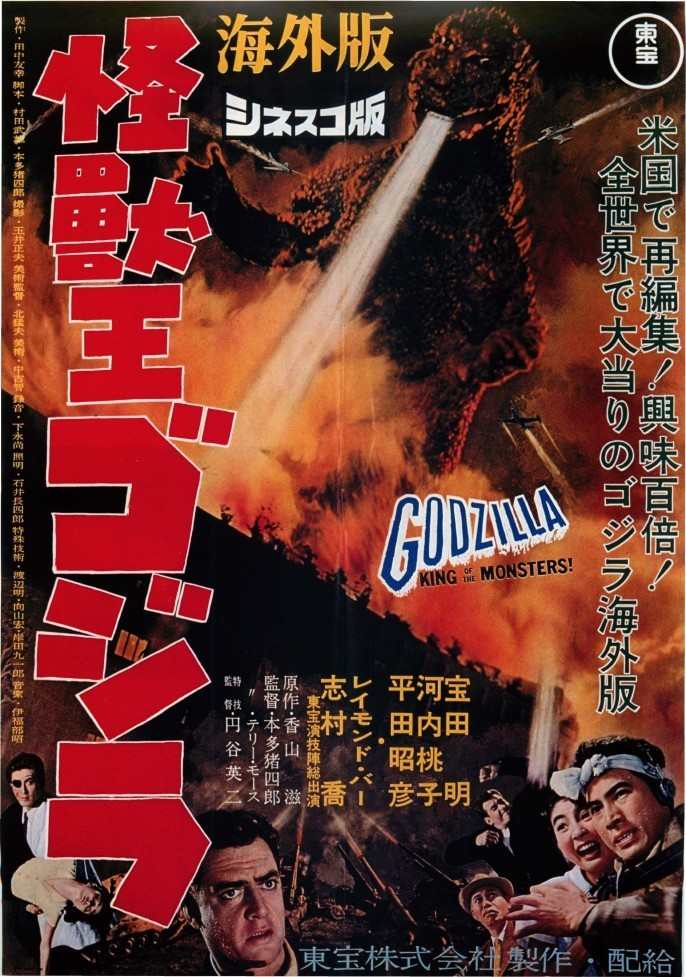
Постер фильма «Годзилла, король монстров!» (1956), фильм следовавший концепции монстра, созданного ядерным взрывом

В 50-е годы «ядерная концепция» была использована японской киностудии «Тохо» которая создала свои первые успешные фильмы кайдзю. Годзилла (фильм, 1954) породила самую длинную кинофраншизу в истории, а титульный монстр стал одним из самых узнаваемых монстров в истории кино. Также в эту эру был снят фильм «Радон» (1956).
Параллельным развитием в эту эпоху стал рост фильмов категории Z, созданных не организованной киноиндустрии с ультранизкими бюджетами. Такими в этом жанре считаются План 9 из открытого космоса (1959) и Таящийся ужас (1964), которые часто причисляются к самым худшим фильмам, когда-либо сделанных из-за их неумелых актёров и дилетантских спецэффектов.
После 1960 года фильмы с монстрами были менее популярны, но все же выпускались. В 1965 году японская студия Kadokawa Pictures начала свою собственную франшизу кайдзю «Гамера», чтобы конкурировать с Годзилой.
Рэй Харрихаузен продолжил работать над несколькими фильмами, такими как «Долина Гванги» (1969), в то время как Тохо продолжал производство Годзилы и других фильмов кайдзю, таких как «Мотра» (1961).
В 1970-х годах режиссёр Джон Гиллермин снял ремейк «Кинг-Конга» в 1976 году. В 1975 году Стивен Спилберг руководил съёмками «Челюстей». В 1979 году Ридли Скотт снял фильм об инопланетянине ксеноморфе «Чужой»".
В 1980-х годах фильмы о монстрах «Кью» (1982) и «Дрожь земли» (1989/90) были сняты в комедийном направлении. Незадолго до технологической революции, которая позволила создать цифровые спецэффекты благодаря CGI, последнее поколение художников SFX впечатлило качеством и реализмом своих творений. В число таких деятелей входят Рик Бейкер, Стэн Уинстон и Роб Боттин.
В 1993 году вышел «Парк юрского периода», основанный на одноименном романе 1989 года, который установил новый ориентир в жанре с инновационным использованием CGI и испытанной аниматроники для воссоздания динозавров. Фильм был крайне успешным, и в какой-то момент он получил титул самого высокого кассового фильма всех времен. Успех Парка юрского периода и его двух продолжений «Парк юрского периода: Затерянный мир» и «Парк юрского периода III» подкрепился такими монстрами, как тираннозавр Рекс и Велоцираптор. Фильмы также помогли возродить интерес к палеонтологии. Успешным стал и художественный фильм «Сердце дракона».
Традиционные фильмы о монстрах вновь появились в более широкой аудитории в конце 1990-х годов. Американский ремейк «Годзиллы» был снят в 1998 году. Годзилла, показанный в этом фильме, значительно отличался от оригинала, и многие поклонники не оценили фильм; несмотря на это он был финансово успешным. В 2002 году французский фильм о монстрах «Братство волка» стал вторым по величине франкоязычным фильмом в Соединенных Штатах за последние два десятилетия. В 2004 году фильм «Годзилла: Финальные войны» потерпел кассовый провал. Режиссёр Питер Джексон, вдохновленный оригинальными фильмами Кинг-Конга и Рэя Гаррихаузена, снял ремейк Кинг-Конга в 2005 году, который был положительно встречен критиками и был успешен в кассовом отношении. В 2006 году южнокорейский фильм «Вторжение динозавра» привлек больше политических подтекстов, чем большинство фильмов в этом жанре.
Фильм «Монстро» (2008) был снят в стиле классических фильмов о монстрах, он полностью фокусируется на перспективах и реакциях человека и рассматривается некоторыми как метафорический взгляд на терроризм и события 11 сентября. В следующем году была выпущена картина Мой домашний динозавр о легендарном монстре Лох-Несс, которому угрожают агрессивные люди. В 2010 году вышел в прокат фильм Монстры (фильм, 2010) Монстры.
В 2013 году Warner Bros. и Legendary Pictures выпустили фильм Гильермо дель Торо «Тихоокеанский рубеж». Хотя фильм был сильно вдохновлен жанрами меха и кайдзю, дель Торо хотел создать что-то оригинальное. Фильм встретил умеренным успехом в Соединенных Штатах, но стал кассовым хитом за границей. Он получил в целом положительные отзывы со значительными похвалами за спецэффекты.
В 2014 году Warner Bros. и Legendary Pictures выпустили фильм «Годзилла» (2014), совершив перезагрузку франшизы под руководством Гарета Эдвардса. Вскоре после этого была создана кинематографическая вселенная MonsterVerse между фильмами о Годзилле и Кинг-Конге. «Конг: Остров черепа» был выпущен в марте 2017 года, став перезагрузкой франшизы о Кинг-Конге и вторым фильмом во вселенной MonsterVerse. Третий фильм в MonsterVerse, «Годзилла 2» в настоящее время находится в производстве и выйдет в прокат в России 30 мая 2019 года. Фильм объединил таких легендарных монстров, как Кинг Гидора, Мотра и Родан. Четвёртым фильмом во вселенной стал «Годзилла против Конга», который вышел в прокат 25 марта 2021 года в России. Фильм рассказывает о вторжении Годзиллы в город. Конг должен был победить Годзиллу, но в конце они объединились против общего врага - Мехагодзиллы. Пятым фильмом во вселенной стал «Годзилла и Конг: Новая империя. В этом фильме Годзилла и Конг объединились против монстров Шимо и Короля Шрама.